# Vuorisensaari
Vuorisensaari är en ö i Finland. Den ligger i sjön Synsiä och i kommunen Kangasniemi i den ekonomiska regionen  S:t Michel och landskapet Södra Savolax, i den södra delen av landet, 230 km norr om huvudstaden Helsingfors. Öns area är 2,9 hektar och dess största längd är 320 meter i nord-sydlig riktning.